# Colaborador meteorológico
Un colaborador meteorológico es un sujeto que de forma altruista, colabora con los Servicios Meteorológicos de sus países, por medio de la prestación de servicios a instalaciones de Estaciones Meteorológicas, normalmente suelen ser pluviométricas: compuestas por pluviómetros o bien, termo pluviométricas: con garitas meteorológicas para contener termómetros de máxima y mínima, evaporímetros y pluviómetro. 
Estas personas se encargan diariamente de registrar las temperaturas máximas y mínimas, los meteoros observados y la precipitación recogida (lluvia, nieve o granizo), los días: nieve cubrió el suelo, escarcha, rocío, niebla, tormenta, así como los vientos dominantes. 
Su tarea consiste en observar el cielo y sus distintos meteoros y anotar los parámetros registrados diariamente, en el periodo establecido por La Organización Meteorológica Mundial y que comprende como día de observación las 24 h que van desde las 8:00 T.M.G. a las 8:00 del día siguiente. 
- el periodo de mañana es el comprendido entre las 8:00 y las 14:00
- la tarde, desde las 14:00 a las 20:00
- la noche, desde las 20:00  a las 8:00.

Los datos se anotan en libretas normalizadas y en tarjetas, unas para la temperatura y la evaporación y otras para las precipitaciones y diversos meteoros observados en el transcurso del día de observación.
Las más completas suelen tener anemómetros para medir la dirección, velocidad y recorrido del viento, barómetros para registrar la presión atmosférica y en algunos casos heliógrafos, para registrar las horas de sol. En algunas de estas estaciones, sus colaboradores se encargan de registrar y anotar los diversos fenómenos fenológicos de su entorno.
Estas estaciones colaboradoras se reparten por el territorio de los respectivos países y mensualmente remiten a los Servicios Meteorológicos Nacionales las tarjetas con los distintos parámetros anotados a lo largo del mes.
Entre las personas que pueden encontrarse como colaboradores, podemos citar a: maestros, agricultores, ganaderos, guardas forestales, monjes de conventos y algunas otras personas, entusiastas y aficionadas a la Meteorología.
- Datos: Q5776637